# Trentepohlia fuscomedia
Trentepohlia fuscomedia är en tvåvingeart som beskrevs av Alexander 1973. Trentepohlia fuscomedia ingår i släktet Trentepohlia och familjen småharkrankar. Inga underarter finns listade i Catalogue of Life.